# Mogadishu City Club
El Mogadishu City Club es un club de fútbol de Somalia. Fue fundado en 1993 y participa en la Primera División de Somalia.

## Historia
Fundado en 1991 como Banadir SC (en árabe: نادي بنادر الرياضي‎), el equipo cosechó éxitos después de 12 años, al ganar la Copa de Somalia. El 2006 fue un gran año: consiguió los dos trofeos (Liga y Copa). Volvió a ganar en la Liga en el 2009.
Por eso, el club es uno de los dos más fuertes de Somalia, y disputa el clásico rival con el Elman FC.
En 2019 el club cambia su nombre por el de Mogadishu City Club, y logra por primera vez clasificar a un torneo continental, a la Copa Confederación de la CAF 2019-20, donde es eliminado en la ronda preliminar por el Malindi SC de Zanzíbar.

## Rivalidades
Su principal rival es el Elman FC con quien juega el Derby de Mogadiscio.

## Palmarés
- Primera División de Somalia: 8

1999, 2006, 2009, 2010, 2014, 2015/16, 2019/20, 2024/25
- Copa de Somalia: 3

2001, 2007, 2018.

## Participación en competiciones de la CAF
| Temporada | Torneo                       | Ronda      | Club       | Casa | Visita | Global |
| --------- | ---------------------------- | ---------- | ---------- | ---- | ------ | ------ |
| 2019/20   | Copa Confederación de la CAF | Preliminar | Malindi SC | 0-0  | 0-1    | 0-1    |
| 2020/21   | Liga de Campeones de la CAF  | Preliminar | AS SONIDEP | 0-2  | 0-2    | 0-4    |
| 2021/22   | Liga de Campeones de la CAF  | 1          | APR FC     | 0-0  | 1-2    | 1-2    |